# Gerhard Hennige
Gerhard Hennige, né le 23 septembre 1940 à Karlsruhe, est un ancien athlète allemand qui faisait partie des meilleurs spécialistes mondiaux du 400 m haies dans les années 1960. 
Aux Jeux olympiques d'été de 1968, il a remporté deux médailles pour l'Allemagne de l'Ouest : l'argent dans sa discipline de prédilection et le bronze en relais 4 × 400 m avec Helmar Müller, Manfred Kinder et Martin Jellinghaus.
Il remporta également une médaille de bronze en relais au niveau européen avec Horst-Rüdiger Schlöske, Ingo Röper et Martin Jellinghaus.
Dans les années 1990, il a été l'entraîneur de condition physique du coureur de formule 1 Michael Schumacher.

## Palmarès

### Jeux olympiques
- Jeux olympiques de 1968 à Mexico ( Mexique)
  -  Médaille d'argent sur 400 m haies
  -  Médaille de bronze en relais 4 × 400 m

### Championnats d'Europe d'athlétisme
- Championnats d'Europe d'athlétisme de 1969 à Athènes ( Royaume de Grèce)
  -  Médaille de bronze en relais 4 × 400 m